# Souvenir
|  | Per a altres significats, vegeu «Souvenir (desambiguació)». |

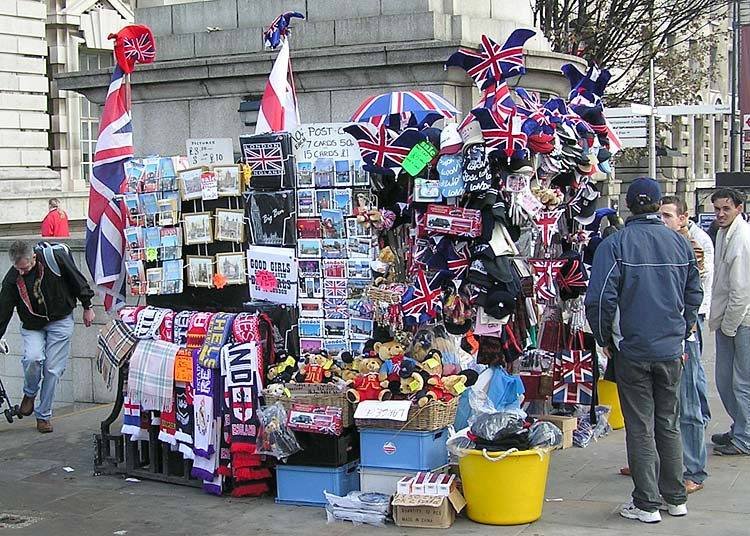
Parada de souvenirs a Londres

Un souvenir (del francès souvenir, record) és un record d'un lloc que s'emporta una persona que hi ha anat per fer turisme sota la forma d'un petit objecte. Cada indret turístic té els seus souvenirs, que han esdevingut part de la imatge de marca externa, com per exemple les miniatures de la Torre Eiffel de París, els soldadets de plom londinencs o les ballarines flamenques espanyoles.
Els souvenirs fan referència a monuments, paisatges o aspectes culturals propis de la regió que es visita i que sovint han esdevingut tòpics, ja que des de l'estranger s'identifica aquell indret amb aquella icona, fins i tot si no correspon a la realitat (el cas de les sevillanes a les botigues per a turistes de Barcelona, per exemple). Es basen en els estereotips i pretenen suscitar un record afectiu en la persona que els adquireix, d'aquí el seu nom (souvenir significa record en francès).
Els souvenirs es poden vendre en botigues especialitzades, a la sortida de llocs emblemàtics, a les estacions i aeroports o dins els comerços tradicionals. Poden adoptar qualsevol forma però en general tenen un preu baix i estèticament se'ls associa a la tendència kitsch, com podria ser el cas dels anomenats souvenirs Gaudí.
En el món japonès se'ls coneix com a omiyague.

## Exposició
Entre el 16 de juliol i el 13 de desembre de 2009 el Disseny Hub Barcelona va analitzar aquest fenomen a la seva exposició Efecte souvenir. Fetitxes de viatge, més enllà dels tòpics dedicada a aquest objecte kitsch situat en el terreny de la nostàlgia que gairebé mai falta en cap viatge.
Comisariada per Òscar Guayabero, la mostra va fer una capbussada a la seva història; s'infiltrava en diversos museus internacionals per trobar el metasouvenir més hortera i el més cool; i proposava a cinc equips de dissenyadors espanyols que dibuixessin souvenirs de llocs imaginaris. L'exposició formava part del programa d'activitats del DHUB "Turisme. Espais de ficció", que es desenvolupà al voltant del turisme des de la planificació, la projectació i el disseny. Alhora, l'exposició es va incloure en el programa de l'Innovation Festival Barcelona, un projecte de la Comissió Europea, en el marc de l'Any Europeu de la Creativitat i la Innovació 2009.